# Dave Siegler
Pour les articles homonymes, voir Siegler.
David « Dave » Siegler, né le 31 mai 1961, est un joueur de tennis professionnel américain.
En 1979, il est finaliste du tournoi de Wimbledon junior contre Ramesh Krishnan.
Il atteint la finale en simple du tournoi de Cleveland en 1980 où il bat Stan Smith et Hank Pfister, puis celle en double à Metz l'année suivante avec l'Irlandais Matt Doyle. Ses autres résultats notables incluent des quarts de finale à Caracas et Cleveland en 1982 et Auckland en 1983.
Il a également remporté deux tournois Challenger en double en 1980, à Royan puis au Touquet avec le Sud-Africain Robbie Venter.

## Palmarès

### Finale en simple messieurs
| No | Date       | Nom et lieu du tournoi  | Catégorie | Dotation | Surface    | Vainqueur  | Score    |  |
| -- | ---------- | ----------------------- | --------- | -------- | ---------- | ---------- | -------- |  |
| 1  | 10-08-1981 | Western Open, Cleveland |           | 75 000 $ | Dur (ext.) | Gene Mayer | 6-1, 6-4 |  |

### Finale en double messieurs
| No | Date       | Nom et lieu du tournoi | Catégorie | Dotation | Surface    | Vainqueurs              | Partenaire | Score    |  |
| -- | ---------- | ---------------------- | --------- | -------- | ---------- | ----------------------- | ---------- | -------- |  |
| 1  | 15-03-1982 | Open de Lorraine Metz  |           | 75 000 $ | Dur (int.) | David Carter Paul Kronk | Matt Doyle | 6-3, 7-6 |  |

## Parcours en Grand Chelem

### En simple
| Année | Open d'Australie | Open d'Australie | Internationaux de France | Internationaux de France | Wimbledon | Wimbledon | US Open         | US Open          | Open d'Australie | Open d'Australie |
| ----- | ---------------- | ---------------- | ------------------------ | ------------------------ | --------- | --------- | --------------- | ---------------- | ---------------- | ---------------- |
| 1979  | n.o.             | n.o.             | —                        | —                        | —         | —         | 1er tour (1/64) | Keith Richardson | 1er tour (1/32)  | Matt Mitchell    |
| 1980  | n.o.             | n.o.             | —                        | —                        | —         | —         | —               | —                | —                | —                |
| 1981  | n.o.             | n.o.             | —                        | —                        | —         | —         | —               | —                | 1er tour (1/32)  | Jérôme Potier    |
| 1982  | n.o.             | n.o.             | —                        | —                        | —         | —         | —               | —                | 1er tour (1/64)  | Tim Mayotte      |

N.B. : à droite du résultat se trouve le nom de l'ultime adversaire.

### En double
| Année | Open d'Australie | Open d'Australie | Internationaux de France | Internationaux de France | Wimbledon | Wimbledon | US Open | US Open | Open d'Australie                                                                   | Open d'Australie |
| ----- | ---------------- | ---------------- | ------------------------ | ------------------------ | --------- | --------- | ------- | ------- | ---------------------------------------------------------------------------------- | ---------------- |
| 1979  | n.o.             | n.o.             | —                        | —                        | —         | —         | —       | —       | 1er tour (1/16) J. Austin \|\| style="text-align:left;" \| S. Docherty C. Lewis    |                  |
| 1980  | n.o.             | n.o.             | —                        | —                        | —         | —         | —       | —       | 2e tour (1/8) G. Whitecross \|\| style="text-align:left;" \| B. Gottfried S. Mayer |                  |
| 1981  | n.o.             | n.o.             | —                        | —                        | —         | —         | —       | —       | 1er tour (1/16) D. Schneider \|\| style="text-align:left;" \| C. Letcher R. Lewis  |                  |
| 1982  | n.o.             | n.o.             | —                        | —                        | —         | —         | —       | —       | 2e tour (1/16) M. Brunnberg \|\| style="text-align:left;" \| M. Gandolfo C. Miller |                  |

N.B. : le nom du ou de la partenaire se trouve sous le résultat ; le nom des ultimes adversaires se trouve à droite.